# Judo aux Jeux du Commonwealth de 2014
Navigation
Édition précédente
Les compétitions de Judo aux Jeux du Commonwealth de 2014 sont la troisième édition de judo aux Jeux du Commonwealth. Ces compétitions ont lieu du 24 au 26 juillet 2014 à Glasgow, en Écosse.

## Podiums

### Femmes
| Épreuves                          | Or                  | Argent              | Bronze                                       |
| --------------------------------- | ------------------- | ------------------- | -------------------------------------------- |
| Moins de 48 kg poids super-légers | Kimberley Renicks   | Shushila Likmabam   | Amy Meyer Chloe Rayner                       |
| Moins de 52 kg poids mi-légers    | Louise Renicks      | Kelly Edwards       | Lisa Kearney Kalpana Thoudam                 |
| Moins de 57 kg poids légers       | Nekoda Smythe-Davis | Stephanie Inglis    | Darcina Manuel Connie Ramsay                 |
| Moins de 63 kg poids mi-moyens    | Sarah Clark         | Helene Wezeu Dombeu | Faith Pitman Katie Jemima Yeats-Brown        |
| Moins de 70 kg poids moyens       | Megan Fletcher      | Moira de Villiers   | Sally Conway Alix Renaud-Roy                 |
| Moins de 78 kg poids mi-lourds    | Natalie Powell      | Gemma Gibbons       | Hortence Mballa Atangana Ana Laura Portuondo |
| Plus de 78 kg poids lourds        | Sarah Adlington     | Jodie Myers         | Annabelle Laprovidence Rajwinder Kaur        |

### Hommes
| Épreuves                          | Or                      | Argent            | Bronze                         |
| --------------------------------- | ----------------------- | ----------------- | ------------------------------ |
| Moins de 60 kg poids super-légers | Ashley McKenzie         | Navjot Chana      | Razak Abugiri John Buchanan    |
| Moins de 66 kg poids mi-légers    | Colin Oates             | Andreas Krassas   | Siyabulela Mabulu James Millar |
| Moins de 73 kg poids légers       | Daniel Williams         | Adrian Leat       | Jake Bensted Jacques van Zyl   |
| Moins de 81 kg poids mi-moyens    | Owen Livesey            | Tom Reed          | Boas Munyonga Jonah Burt       |
| Moins de 90 kg poids moyens       | Zack Piontek            | Matthew Purssey   | Andrew Burns Gary Hall         |
| Moins de 100 kg poids mi-lourds   | Euan Burton             | Shah Hussain Shah | Jason Koster Tim Slyfield      |
| Plus de 100 kg poids lourds       | Christopher Sherrington | Ruan Snyman       | Jake Andrewartha Mark Shaw     |

## Tableau des médailles
| Rang  | Nation           | Or | Argent | Bronze | Total |
| ----- | ---------------- | -- | ------ | ------ | ----- |
| 1     | Angleterre       | 6  | 4      | 3      | 13    |
| 2     | Écosse           | 6  | 2      | 5      | 13    |
| 3     | Afrique du Sud   | 1  | 1      | 2      | 4     |
| 4     | Pays de Galles   | 1  | 0      | 1      | 2     |
| 5     | Nouvelle-Zélande | 0  | 2      | 3      | 5     |
| 5     | Inde             | 0  | 2      | 2      | 4     |
| 7     | Cameroun         | 0  | 1      | 1      | 2     |
| 8     | Chypre           | 0  | 1      | 0      | 1     |
| 8     | Pakistan         | 0  | 1      | 0      | 1     |
| 10    | Australie        | 0  | 0      | 4      | 4     |
| 11    | Canada           | 0  | 0      | 3      | 3     |
| 12    | Ghana            | 0  | 0      | 1      | 1     |
| 12    | Maurice          | 0  | 0      | 1      | 1     |
| 12    | Irlande du Nord  | 0  | 0      | 1      | 1     |
| 12    | Zambie           | 0  | 0      | 1      | 1     |
| Total | Total            | 14 | 14     | 28     | 56    |

## Sources
- (en) glasgow 2014 - Judo